# 1830.
◄ | 18. stoljeće | 19. stoljeće | 20. stoljeće | ►
◄ | 1800-ih | 1810-ih | 1820-ih | 1830-ih | 1840-ih | 1850-ih | 1860-ih | ►
◄◄ | ◄ | 1827. | 1828. | 1829. | 1830. | 1831. | 1832. | 1833. | ► | ►►
Arhitektura • Astronomija • Biologija • Glazba • Kazalište • Kemija • Kiparstvo • Knjige • Književnost • Kršćanstvo • Meteorologija • Medicina • Politika • Pravo • Promet • Slikarstvo • Šport • Znanost • Željeznički promet

## Događaji
- Ljudevit Gaj je objavio Kratku osnovu horvatsko-slavenskog pravopisanja.
- Nakon izbijanja revolucije u Bruxellesu, Belgija je proglasila neovisnost, potvrđenu na konferenciji veleposlanika u Londonu 1831. god.

## Rođenja
- 8. veljače – Abdul Aziz, turski sultan († 1876.)
- 15. ožujka – Paul von Heyse, njemački književnik († 1914.)
- 9. lipnja – Erazmo Barčić, hrvatski političar i pravnik († 1913.)
- 13. rujna – Marie von Ebner-Eschenbach, austrijska književnica († 1916.)
- 18. kolovoza 1830. -Franjo Josip Austro-Ugarski car

## Smrti
- 17. prosinca – Simón Bolívar, vojskovođa i državnik (* 1783.)

## Vanjske poveznice
|  | Zajednički poslužitelj ima još gradiva o temi 1830. |